# Суржки

Суржки (укр. Суржки) — село,
Широкодолинский сельский совет,
Великобагачанский район,
Полтавская область,
Украина.
Код КОАТУУ — 5320285705. Население по переписи 2001 года составляло 201 человек.

## Географическое положение
Село Суржки находится в 2,5 км от села Широкая Долина.
По селу протекает пересыхающий ручей с запрудой.
Рядом проходит автомобильная дорога Т-1719.

## Объекты социальной сферы
- Школа.